# Johann Burckhardt Mencke
Johann Burckhardt Mencke est un érudit allemand né à Leipzig en 1674 et mort dans cette ville en 1732. Il est le fils d'Otto Mencke.

## Biographie
Johann Burckhardt Mencke fait ses études dans sa ville natale, visite les universités d’Angleterre et de la Hollande, et, à son retour, est nommé professeur d’histoire à Leipzig. Il ne prend possession de sa chaire que trois ans après (1701). L’électeur de Saxe, Frédéric-Auguste, récompense son mérite en lui donnant le titre d’historiographe et de conseiller aulique. 
Tout en remplissant ses fonctions, Mencke s’occupe de donner une impulsion à la littérature allemande. À cet effet, il fonde une société littéraire, connue d’abord sous le nom de Société de Gœrlitz, et plus tard sous celui de Société de poétique allemande de Leipzig. Il devient directeur des Acta eruditorum fondés par son père, ce qui ne l’empêche pas de publier un nouveau journal intitulé : Nouvelles gazettes du monde savant et un Dictionnaire biographique des savants.

## Œuvres
Parmi ses nombreux ouvrages, on cite : Poésies (Leipzig, 1705-1706-1710, 4 vol. in-8°) ; Dissertationes litterariæ (Leipzig, 1734, in-8°) ; Dissertationum academicarum decas (Leipzig, 1734, in-8°) ; Orationes academicæ, maximum partem litterariæ (Leipzig, 1734, in-8°) ; c’est un recueil où se trouvent des pièces curieuses, dont l’une est intitulée, De charlataneria eruditorum, où l’auteur dévoile les artifices et les ruses qu’emploient les faux savants pour usurper une réputation dont ils sont indignes. 
On joint à ce volume la Critique de la charlatanerie des savants (2 vol. in-12), attribuée par les uns à Camusat, par d’autres à Coquelet ou à lord Carle. 
En outre, Mencke donna une édition des Lettres et négociations de Sigismond-Auguste, roi de Pologne (Leipzig, 1703, in-8°); des Lettres et poésies latines d’Ant. Campani (Leipzig, 1707, in-12) ; du Medices legatus de P. Aligonius (Leipzig, 1707, in-12) et une traduction allemande de la Méthode pour étudier l’histoire, par Lenglet-Dufresnoy.

## Source
« Johann Burckhardt Mencke », dans Pierre Larousse, Grand dictionnaire universel du XIXe siècle, Paris, Administration du grand dictionnaire universel, 15 vol., 1863-1890 [détail des éditions].